# Три мушкетёра (фильм, 1921)
«Три мушкетёра» (англ. The Three Musketeers) — немой чёрно-белый (с цветными вставками по технологии Handschiegl color process) фильм 1921 года. Экранизация одноимённого романа Александра Дюма-отца с Дугласом Фэрбенксом в роли Д’Артаньяна. Существует продолжение под названием «Железная маска» (1929 год).

## Сюжет

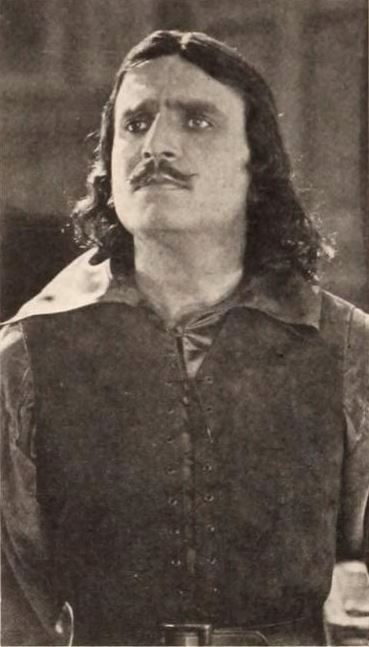
Дуглас Фэрбенкс в роли Д’Артаньяна

Сюжет фильма включает в себя только эпизод с подвесками и, в основном, сохраняет главную канву. Однако, как в любой экранизации, здесь имеются некоторые отклонения от литературного первоисточника. Картина начинается не с приключений Д’Артаньяна в Менге, а с интриг кардинала, благодаря которым ему удаётся отослать фальшивое письмо герцогу Бекингему от имени королевы. Затем сюжет переходит к гасконцу, драке в Менге, прибытию главного героя в Париж, несостоявшейся дуэли с мушкетёрами и дальнейшему знакомству. Наконец, Бекингем тайно посещает дворец и королева передает ему свои алмазные подвески. Узнав об этом, кардинал (через отца Жозефа) передает Миледи приказ немедленно отправляться в Англию и выкрасть украшения у герцога. Сам же он провоцирует короля на устройство бала, на котором Её Величество должна красоваться с подаренными ей супругом алмазными подвесками.
Констанция Бонасье умоляет Д’Артаньяна спасти королеву. Гасконец сообщает об этом мушкетёрам. Операцию планирует лично Тревиль. Он приказывает всем четверым немедленно отправляться в Англию. И, возможно, хотя бы один доберется. Как и в романе, это Д’Артаньян. Однако, к его приезду Миледи де Винтер успевает выкрасть подвески. Она уже на корабле, спешит обратно во Францию. Д’Артаньян настигает её в пути. Ворвавшись в каюту, он силой отнимает у неё футляр с алмазами. При этом он оставляет на ладони Миледи след от укуса. Авторы перенесли из романа эту сцену в другие обстоятельства и отказались от «клейма», поскольку к нему необходимо выстраивать целую линию с графом де ла Фер.
Гасконец благополучно прибывает во Францию. Он добирается до королевы и вручает ей алмазы. Миледи вместе с кардиналом терпят поражение. Тем не менее, Ришельё отдает должное поступку гасконца и по представлению Тревиля разрешает ему вступить в мушкетёры…

## В ролях
| Актёр                   | Роль                         |
| ----------------------- | ---------------------------- |
| Дуглас Фэрбенкс-старший | Д’Артаньян                   |
| Леон Бари               | Атос                         |
| Джордж Сигман           | Портос                       |
| Юджин Паллетт           | Арамис                       |
| Бойд Ирвин              | Рошфор                       |
| Мэри Макларен           | королева Анна                |
| Найджел Де Брулир       | кардинал Ришельё             |
| Томас Холдинг           | герцог Бэкингем              |
| Барбара ла Марр         | Миледи Де Винтер             |
| Адольф Менжу            | Людовик XIII                 |
| Дуглас Фэрбенкс-младший | мальчик (в титрах не указан) |